# Macroceps darwinensis
Macroceps darwinensis är en insektsart som beskrevs av Evans 1966. Macroceps darwinensis ingår i släktet Macroceps och familjen dvärgstritar. Inga underarter finns listade i Catalogue of Life.